# Sailor Brinkley-Cook
Sailor Lee Brinkley-Cook (Bridgehampton, Nueva York, 2 de julio de 1998) es una modelo estadounidense e hija de la supermodelo Christie Brinkley.

## Primeros años
El padre de Cook es el arquitecto Peter Halsey Cook, quien una vez modeló con su madre Christie Brinkley en la década de 1970, pero luego se volvieron a encontrar en 1996 y se casaron. Fue concebida mediante fecundación in vitro cuando su madre tenía 44 años.
Su medios hermanos son Alexa Ray Joel, hija de Christie Brinkley y Billy Joel, y Jack Paris Brinkley, hijo de Brinkley y el promotor inmobiliario Richard Taubman.
Al crecer, Cook soñaba con convertirse en comediante o atleta profesional. Durante la escuela primaria, Cook participó en clases de baile, pero los nervios la dominaron y nunca actuó en los recitales. Comenzó a modelar a los 15 años, después de acompañar a su madre en sesiones de fotos.

## Carrera
Cook recibió su gran oportunidad gracias a un editorial de Teen Vogue. Sailor apareció junto a su madre y su media hermana, Alexa Ray Joel, en la edición de trajes de baño de Sports Illustrated de 2017. En 2018, volvió a aparecer en la edición de trajes de baño de Sports Illustrated.
Como parte de su carrera como modelo, Cook ha sido fotografiada para publicaciones como Vogue y Sports Illustrated. Caminó por la pasarela de la Semana de la Moda de Nueva York en 2019 y ha desfilado para marcas como Dolce & Gabbana.
En 2019, Cook participó en la vigesimoctava temporada de Dancing with the Stars, reemplazando a su madre, quien había sufrido una lesión antes de iniciada la competencia. Tuvo como pareja de baile al bailarín profesional Valentin Chmerkovskiy, siendo eliminados en la sexta semana de competencia.

## Vida personal
Cook reveló que sufrió de problemas de dismorfia corporal.